# Scorțeanca
Scorțeanca – wieś w Rumunii, w okręgu Buzău, w gminie Amaru. W 2011 roku liczyła 164 mieszkańców.